# Чаглаян (станція метро)
41°04′15″ пн. ш. 28°58′50″ сх. д. / 41.070723507874° пн. ш. 28.980528999341° сх. д.
Чаглаян (тур. Çağlayan) — проміжна метростанція на лінії М7 Стамбульського метро.  Станція розташована під вулицею Абіде-і Хюррієт у мікрорайоні Чаглаян Кягитхане.

Станцію було відкрито 28 жовтня 2020

Станція, розташована на північ від Стамбульського палацу юстиції Чаглаян, має 3 точки входу/виходу. 
Східний вхід має 12 ескалаторів і не пристосований для пасажирів з обмеженими фізичними можливостями. На заході (вхід № 2 і 3) між рівнем вулиці та турнікетним поверхом є 4 ескалатори та 3 ліфти ; Між турнікетним залом і платформою працюють 12 ліфтів.
Конструкція: підземна станція типу горизонтальний ліфт з однією острівною прямою платформою.
Пересадки
- Автобуси: 46Ç, 46E, 46H, 46T, 48, 48H, 49, 49B, 65A, 77A;
- Маршрутки: Чаглаян — Топкапи — Шишхане — Шишлі, Шишлі — Башак Конутлари, Шишлі — Гьоктюрк, Шишлі — Гюзелтепе, Шишлі — Зінджирдере

| Попередня станція             | Лінія | Лінія                           | Лінія | Наступна станція       |
| ----------------------------- | ----- | ------------------------------- | ----- | ---------------------- |
| Шишлі — Меджидієкьой до Їлдиз |       | M7 (Стамбульський метрополітен) |       | Кягитхане до Махмутбей |